# Музей северных стран
Северный музей (также Скандинавский музей, швед. Nordiska museet) — музей шведской культуры и этнографии, расположенный на острове Юргорден в Стокгольме.
Инициатором создания музея выступил культуролог Артур Хазелиус (1833—1901). Пышное здание музея строилось до 1907 года по образцу датского замка Фредериксборг; в его главном зале установлена огромная статуя короля Густава Васы, восстановившего шведскую государственность.
Вблизи здания расположен второй в мире музей под открытым небом, Скансен, инициатива создания которого также принадлежит Хазелиусу. До 1963 года музей Скансен находился в ведении администрации Северного музея.